# Fablok 1D
Fablok 1D (typ fabryczny Ls300, seria PKP SM30) – lokomotywa spalinowa przeznaczona do pracy manewrowej i prowadzenia lekkich pociągów.

## Historia
Lokomotywa została zaprezentowana w 1956 roku na Międzynarodowych Targach Poznańskich. Zakupem spalinowozu były zainteresowane koleje wschodnioniemieckie, jednak ostatecznie lokomotywa nie została wyeksportowana z powodu nieodpowiedniej konstrukcji. Wyprodukowano ponad 1000 egzemplarzy, z których 293 zostały zakupione przez PKP, zaś pozostałe były eksploatowane w zakładach przemysłowych. Lokomotywa SM30-001 została przydzielona do dyrekcji krakowskiej. Maszyny tej serii były przeznaczone do pracy manewrowej.

## Konstrukcja
W lokomotywie zastosowano szeregowo-równoległe przełączanie silników oraz osłabianie wzbudzenia. Zainstalowana została wymuszona wentylacja zewnętrzna prądnicy pomocniczej i silników trakcyjnych. Do regulacji wzbudzenia wykorzystano oporniki przełączane nastawnikiem. Regulator obrotów był wielozakresowy.
Pierwotnie lokomotywa była napędzana  silnikiem spalinowym Wola-V-Roka 300 o mocy 300 KM, w późniejszym okresie zastąpionym przez silnik 2DVSa-350 o mocy 350 KM. W latach 80. XX wieku część lokomotyw zmodernizowano stosując silniki 16H12A (licencja Henschel).
Pudło lokomotywy wspierało się na dwóch dwuosiowych wózkach (układ Bo′Bo′). Siłę pociągową zapewniały cztery elektryczne silniki trakcyjne LT-31 lub Lka-310 zawieszone na osiach w sposób półodsprężynowany – „za nos”, czyli z jednej strony silnik jest osadzony na osi zestawu kołowego za pomocą dwóch łożysk ślizgowych, a z drugiej strony opiera się wspornikiem silnika trakcyjnego na wsporniku wózka poprzez wahacz i podwójne sprężyny (zawieszenie tramwajowe).
Na bazie spalinowozów serii SM30 powstały lokomotywy serii SP30, wyposażone w instalację elektrycznego ogrzewania wagonów (napięcie 500 V, energia elektryczna czerpana z prądnicy głównej).

## Galeria

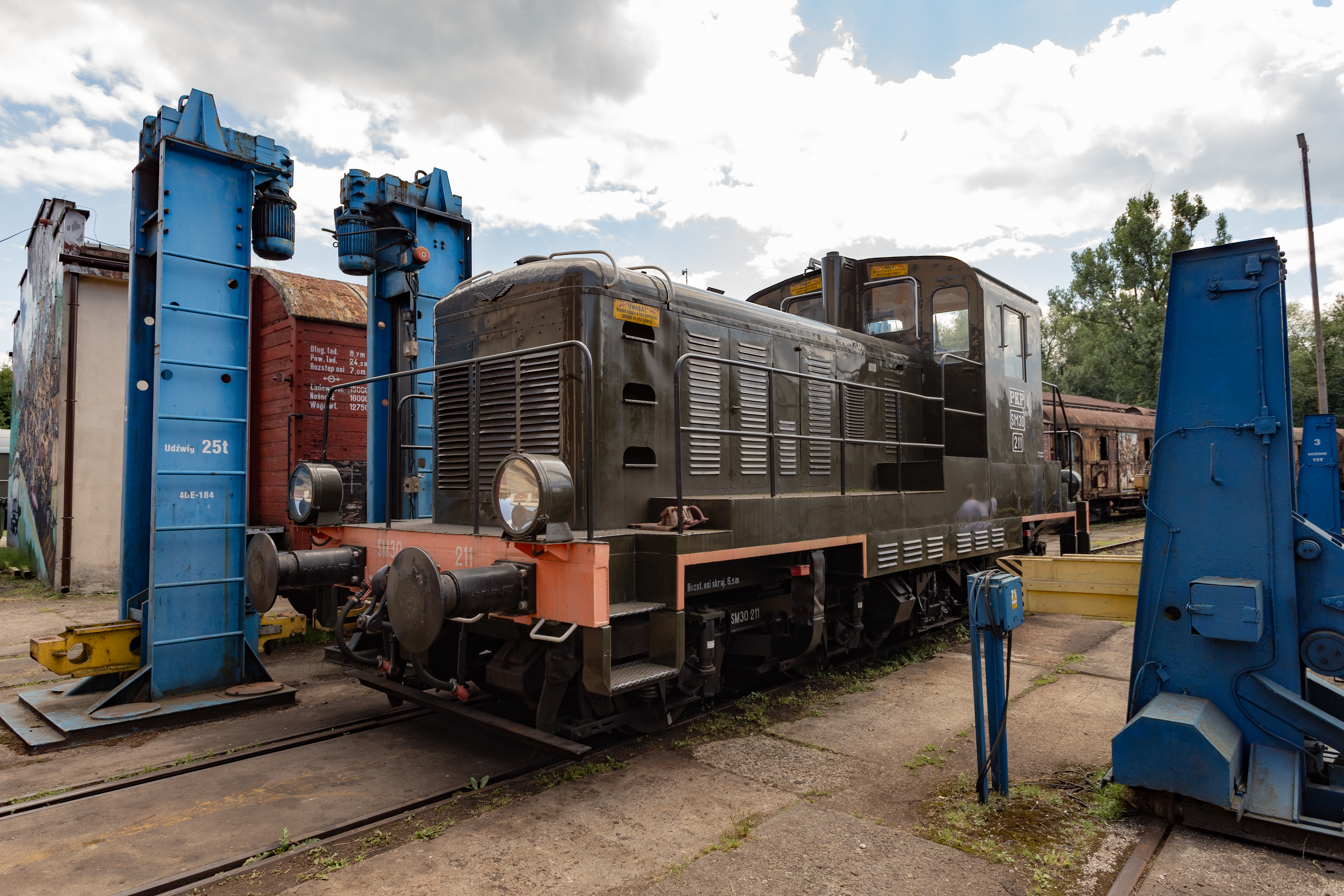
Skansen Taboru Kolejowego w Chabówce, SM30-211
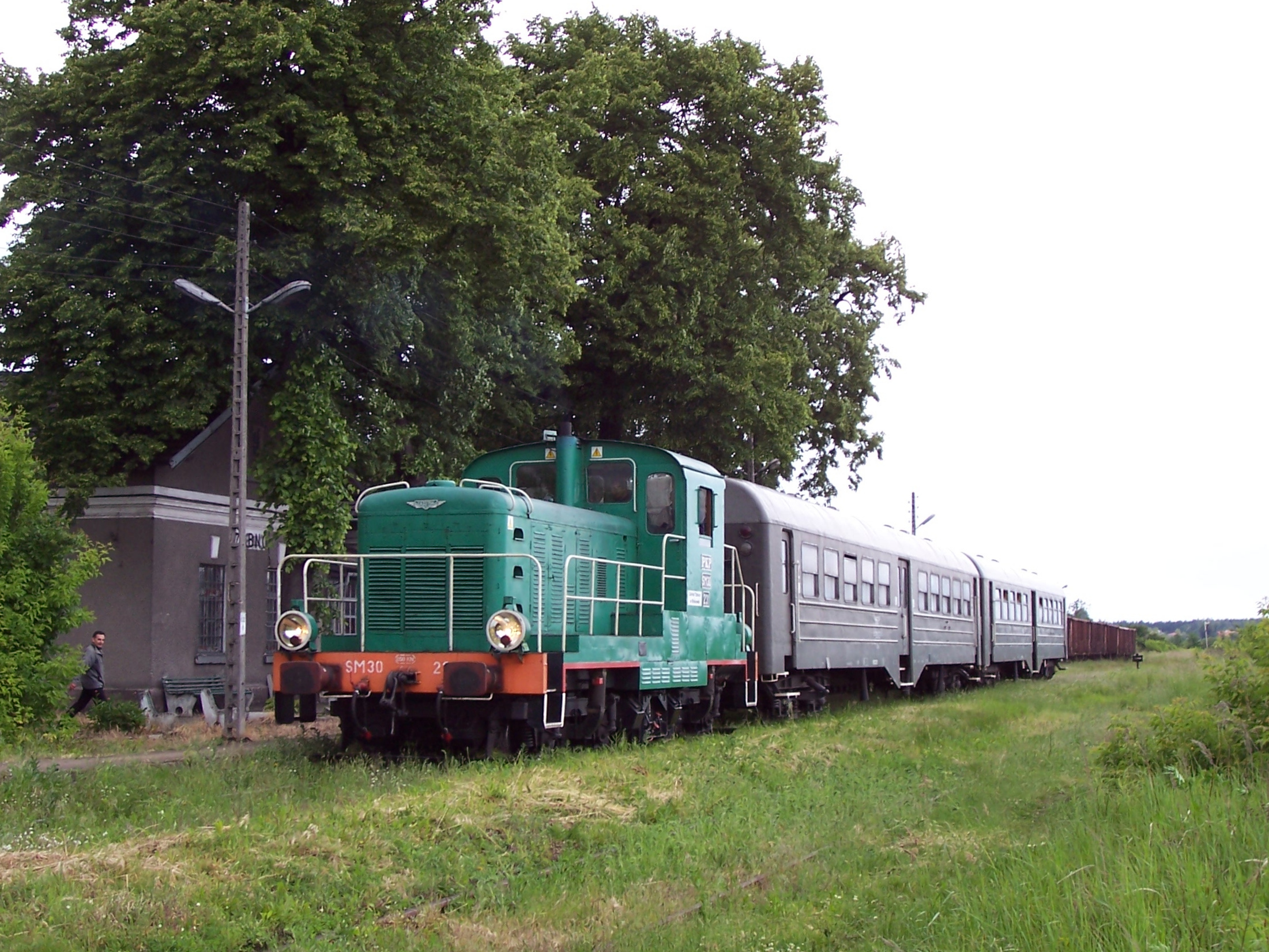
Lokomotywa SM30-231 w Żabnie
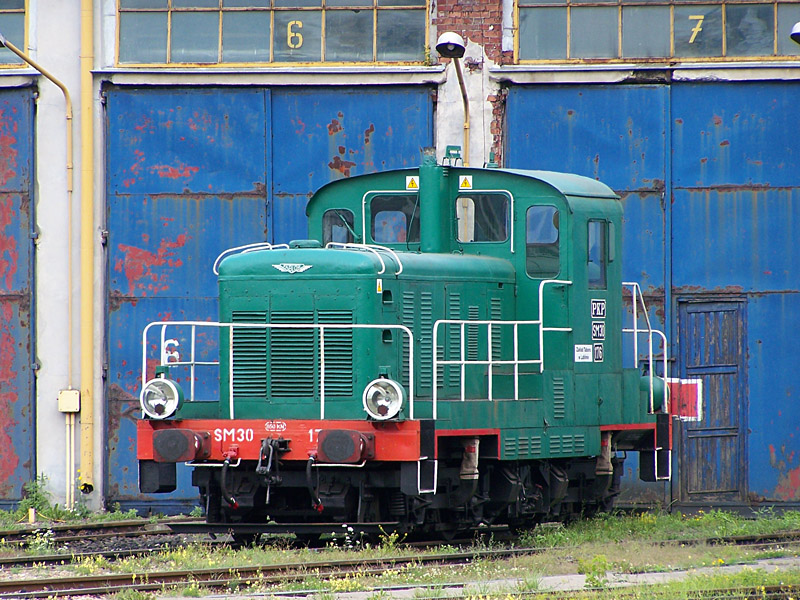
SM30-176 na terenie lokomotywowni Lublin
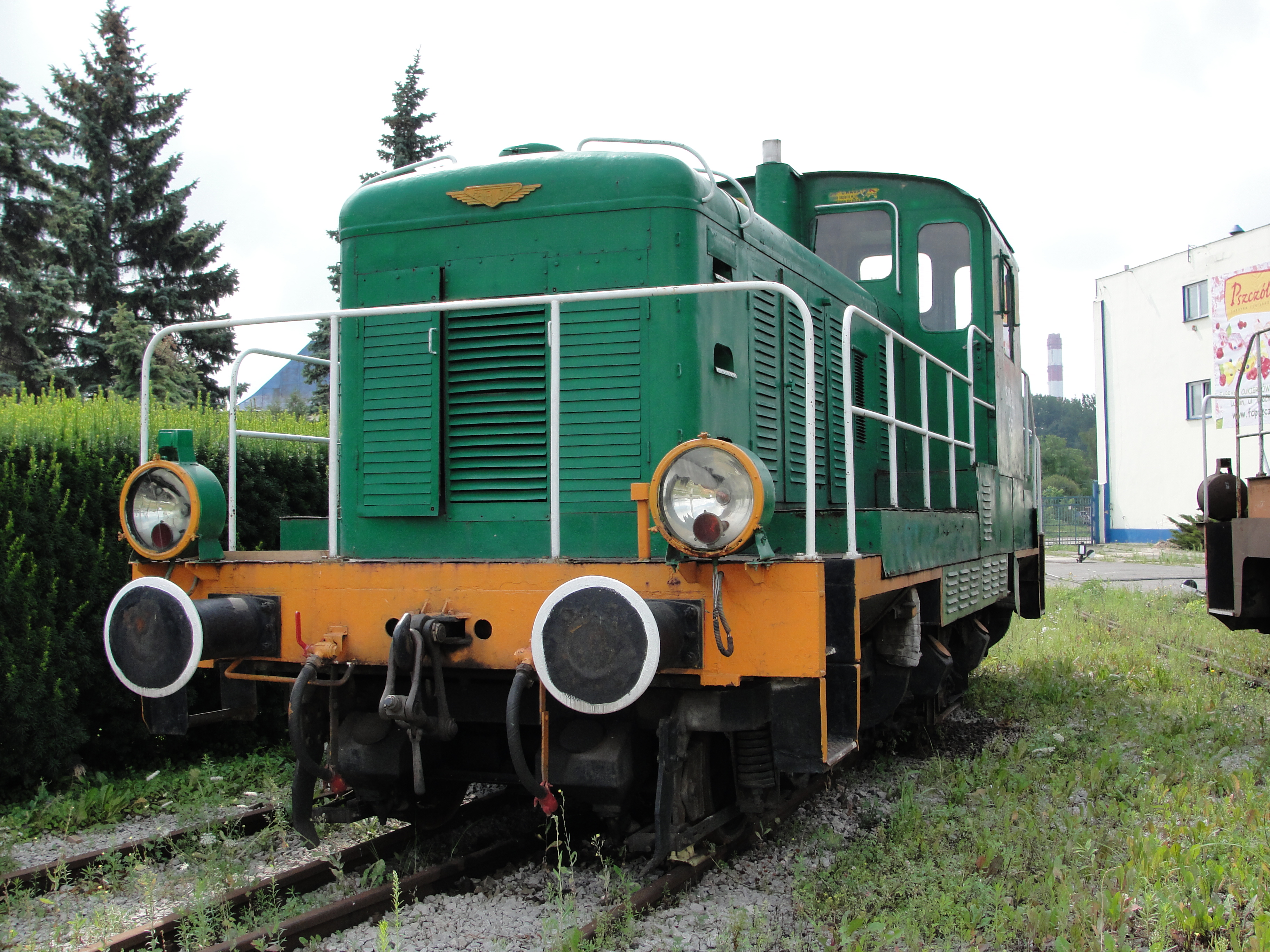
SM30-550
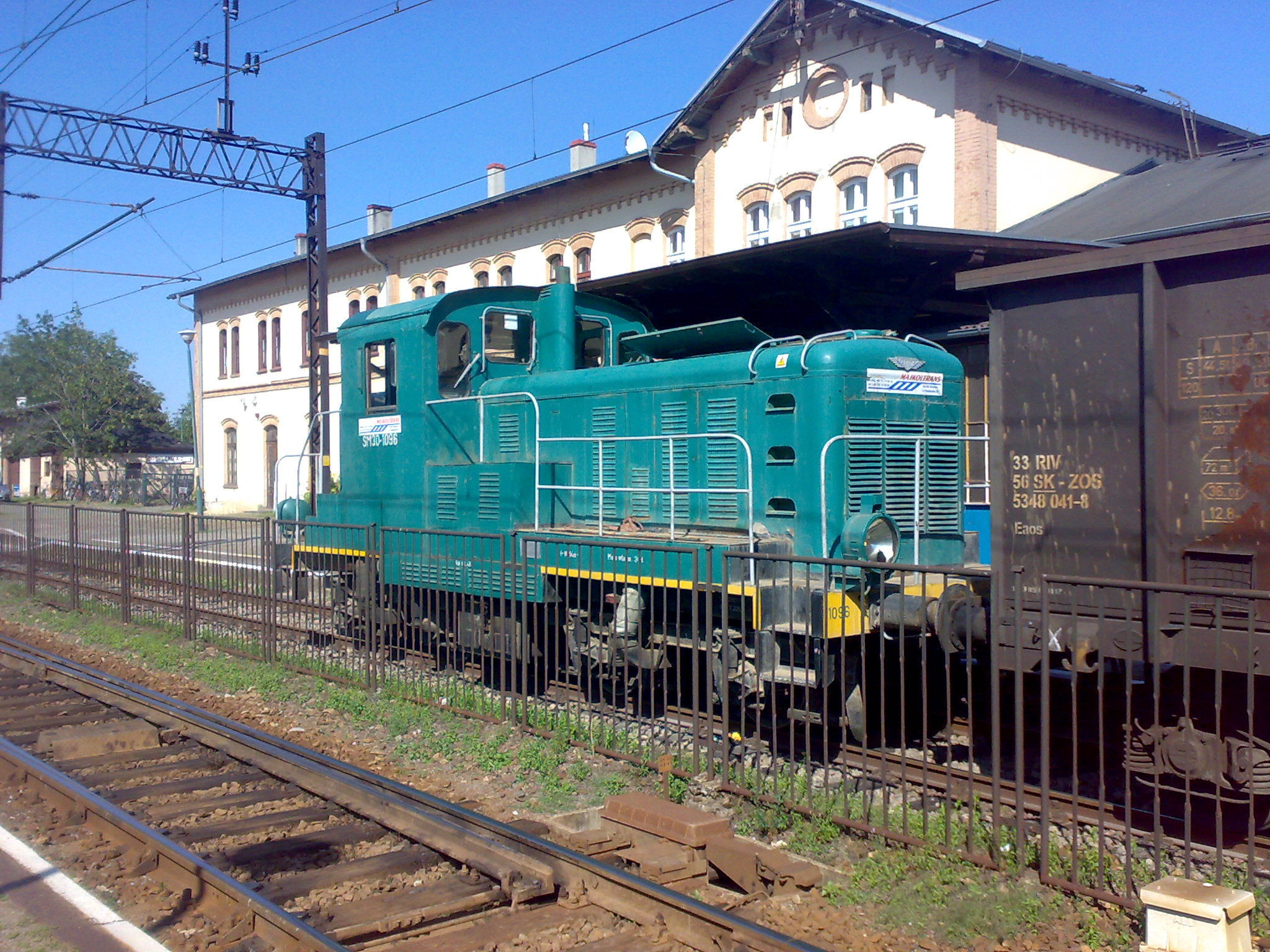
SM30-1096 spółki Majkoltrans
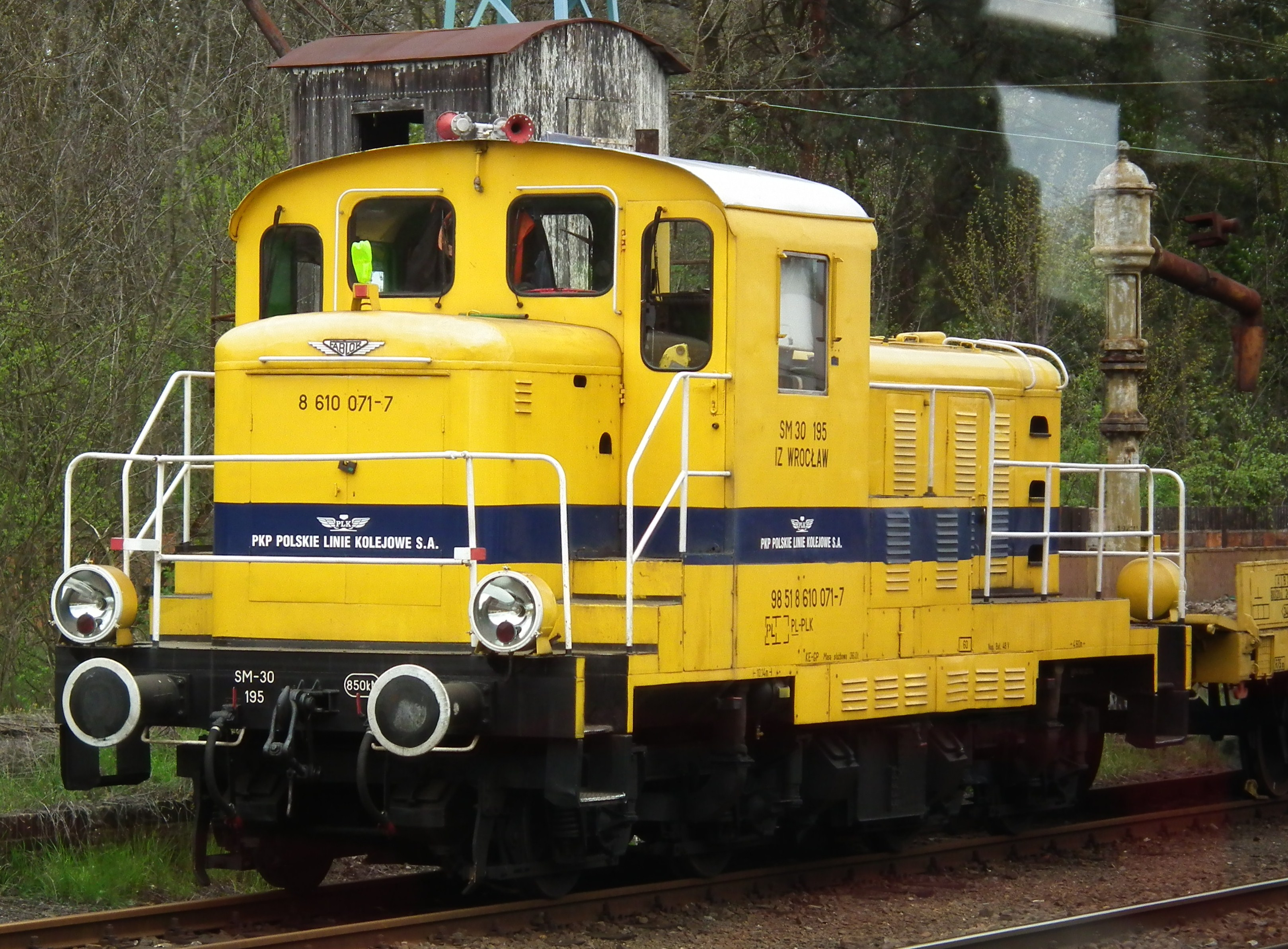
SM30-195 należąca do PKP PLK
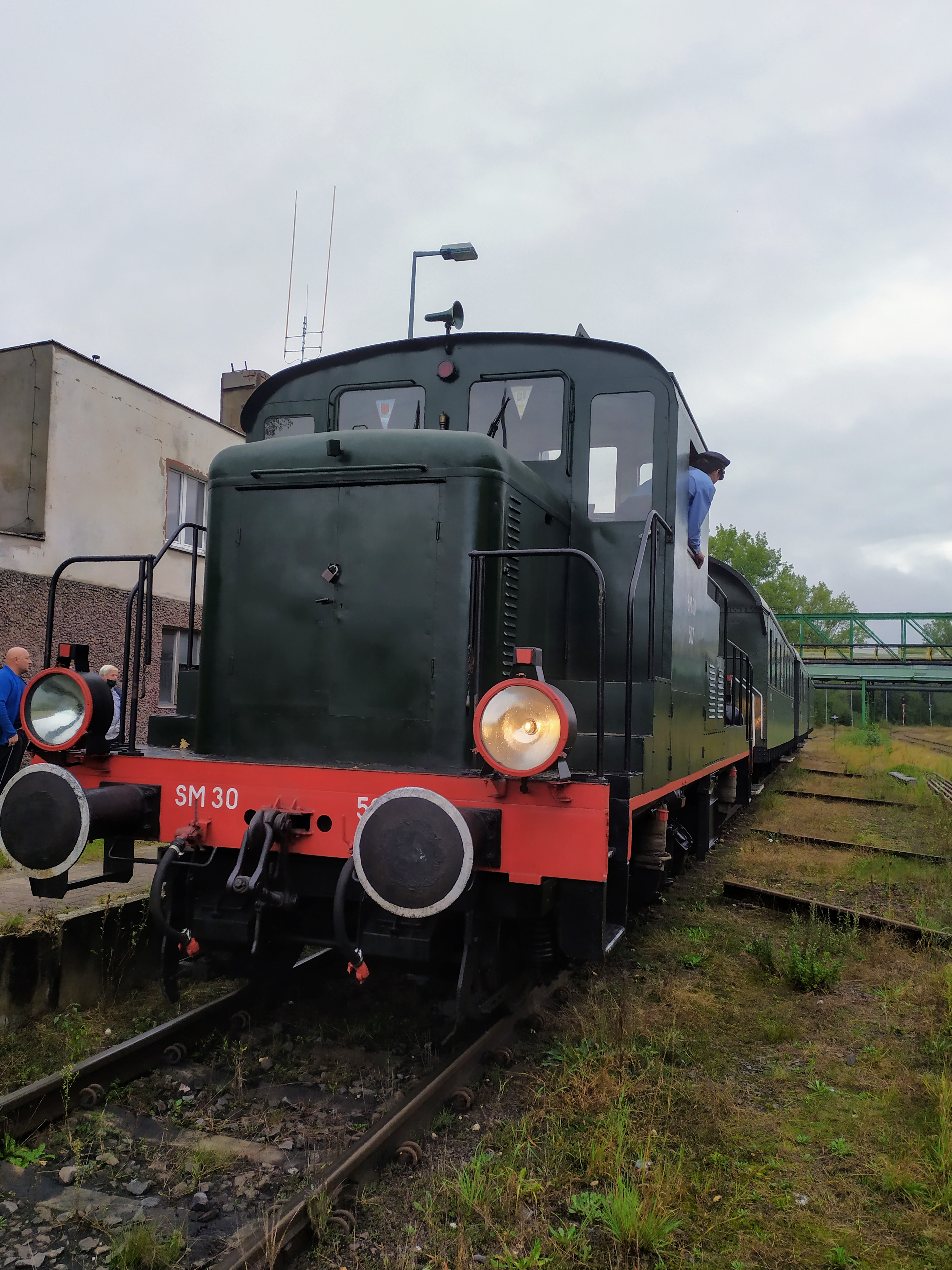
SM30-507 KSK we Wrocławiu podczas manewrów
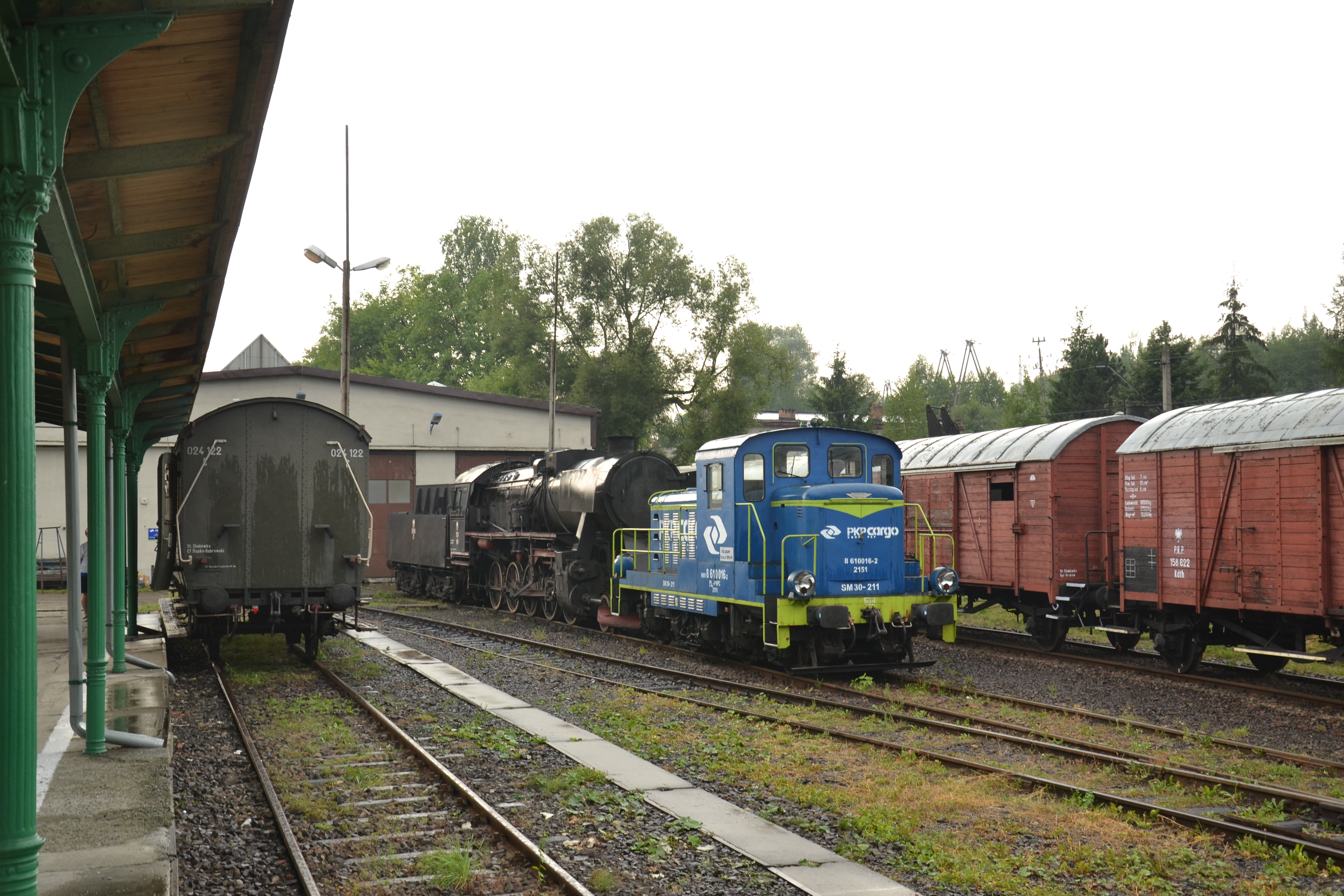
SM30-211 w skansenie taboru kolejowego w Chabówce
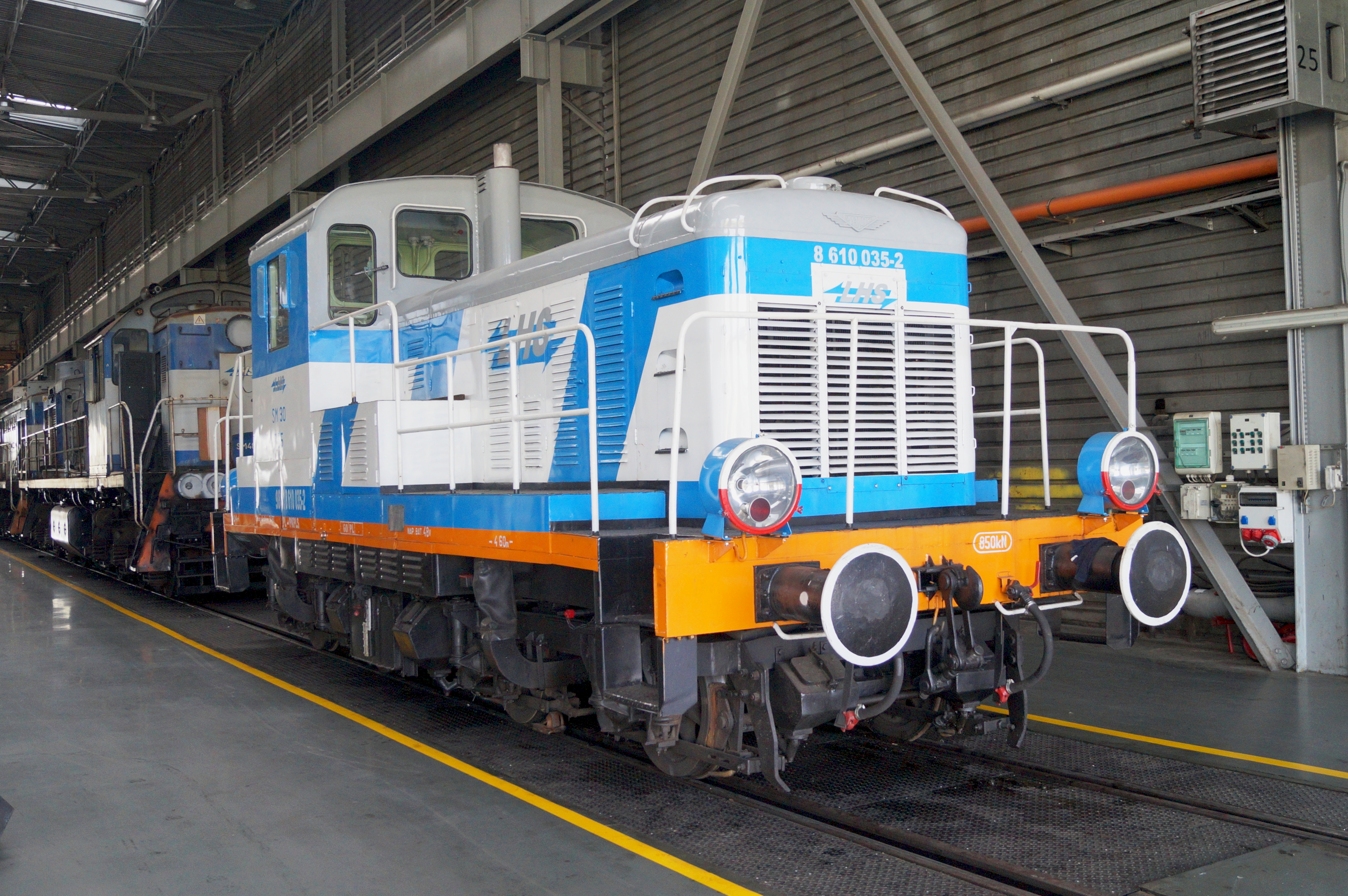
SM30 w malowaniu LHS